# Miadzviedka
Miadzviedka (en bielorruso: Мядзведка; en polaco: Niedźwiadka Wielka) es una localidad bielorrusa en la Provincia de Grodno, a 110 km al sudoeste de la capital, Minsk. Se ubica junto al río Usza y pertenece administrativamente a la municipalidad de Mir.
Históricamente, esta localidad fue habitada por polacos, formando parte de la República de las Dos Naciones hasta 1795, cuando la tercera partición de Polonia entregó el dominio de la región al Imperio ruso. Volvió a formar parte de Polonia durante el gobierno de la Segunda República entre 1918 y 1939, cuando fue invadida por las tropas de la Unión Soviética durante la Segunda Guerra Mundial. Luego del fin de la contienda y la formalización de las fronteras entre los países de la región, la antigua Niedźwiadka Wielka pasó a pertenecer a la República Socialista Soviética de Bielorrusia y, desde 1991, al estado independiente de Bielorrusia.
En 1802 nació el naturalista Ignacio Domeyko en la hacienda de su familia, ubicada en la actual Miadzviedka. En la ciudad existe un monolito en su honor y la calle principal de la aldea lleva su nombre. La localidad además cuenta con la iglesia de la Santa Ascensión y un cementerio.

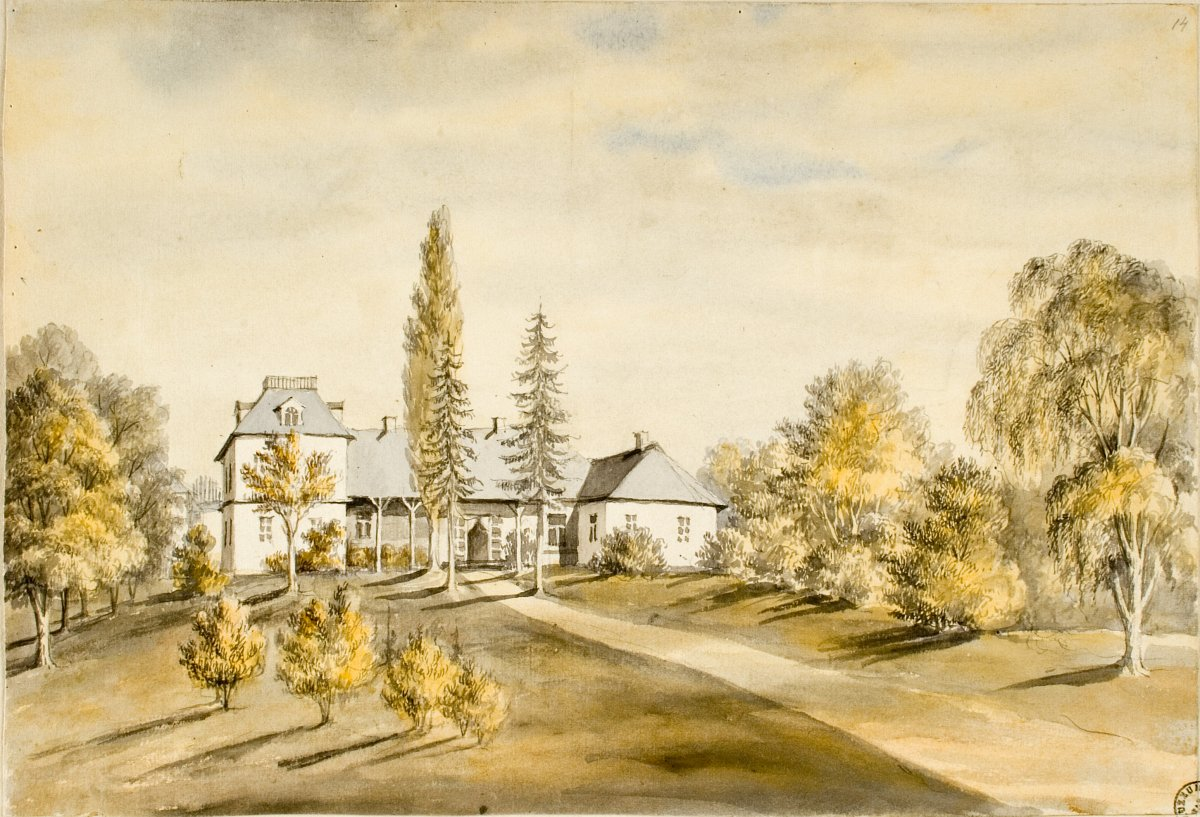
Vista de la Hacienda Damiejka hacia 1875.
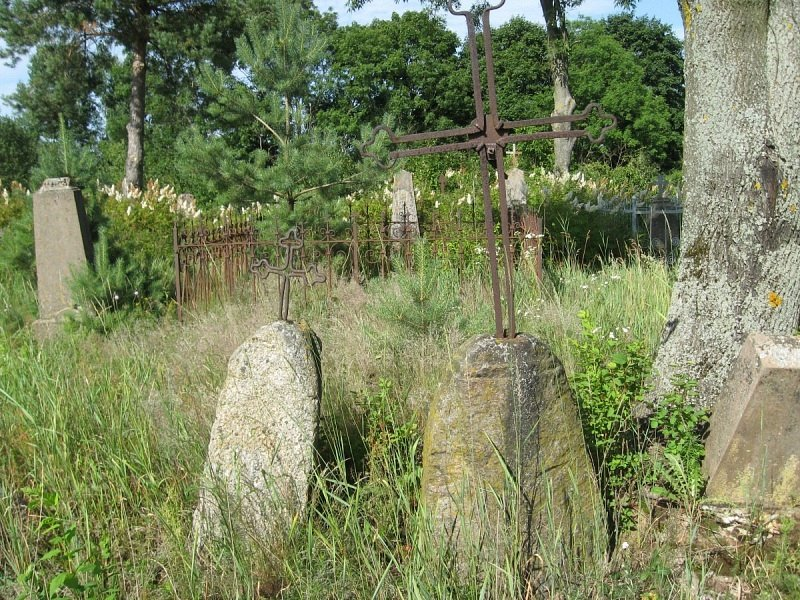
Cementerio del pueblo